# Режим валютного курсу

Фактичний режим валютного курсу, станом на 2022 рік за класифікацією МВФ:
плаваючий (вільне та кероване плавання)
обмежено плаваючий
фіксований
інша система керування

Режим валютного курсу — складова частина валютної політики держави, що визначає спосіб, у який держава регулює курс валюти у відношенні до валют інших держав та до міжнародного валютного ринку.
Режими валютного курсу поділяються на три основні групи (за класифікацією МВФ, 1982):
- плаваючий валютний курс, у якому курс валюти залежить від ринку;
- обмежено гнучкий валютний курс, у якому центральний банк коригує валютний курс від надмірних коливань;
- фіксований валютний курс, у якому закріплюється сталий курс щодо однієї іншої валюти чи валютного кошика;

За цією класифікацією режими валют з плаваючим курсом поділялися в свою чергу на три групи: а) кориговане плавання; б) кероване плавання; в) незалежне плавання.
На практиці, однак, класифікація валютного режиму країни є нетривіальною задачею, перш за все через множинність валютних курсів: існування офіційного валютного курсу та паралельних (міжбанкового, «чорного»). Іншою причиною є розбіжність між декларованою валютною політикою держави та фактичною.